# Matson Collection

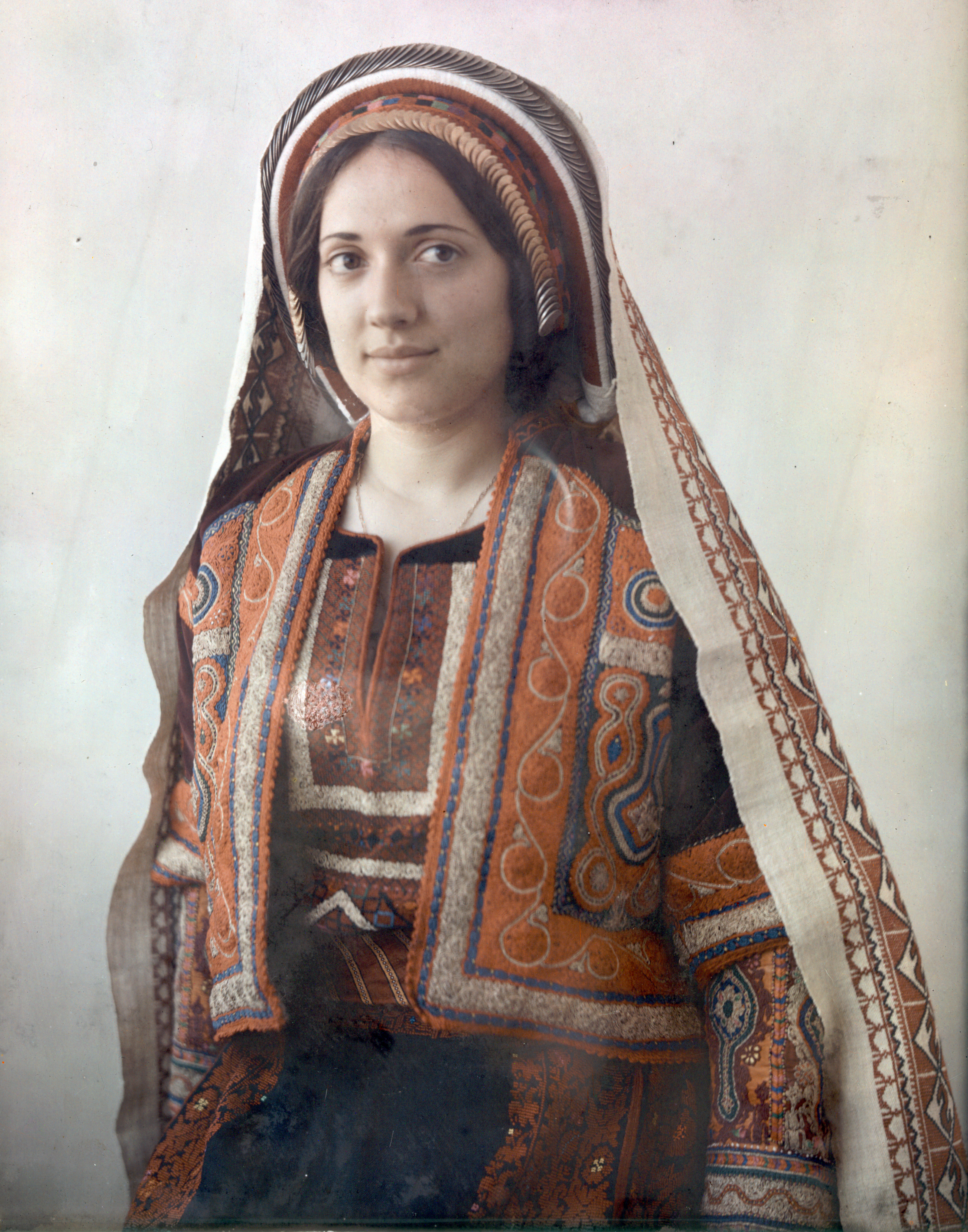
Žena z Ramalláhu

Matson collection, Matson photograph collection nebo G. Eric and Edith Matson collection je fotografická sbírka vytvořená v letech 1898-1954 a obsahující přibližně 20 000 negativů: skleněných desek nebo filmů, některé barevné; 10×12 palců nebo menší, 13 alb (asi 5 249 fotografií); 15×11 palců nebo menší. Dále obsahuje asi 905 diapozitivů: skleněných, filmových - plošných, kinofilmových, autochromy, finlaycolor, černobílé i barevné; 8×10 palců nebo menší; asi 1120 fotografických tisků (fotografií): bromostříbrných; 5×7 palců nebo menší.

## Historie
Sbírka se jmenuje podle G. Erica a Edithy Matsonových. Roku 1898 založili američtí kolonialisté v Jeruzalémě fotografické oddělení (American Colony Photo Department). Kolem roku 1900 začal Eliáš Meyers, člen Americké kolonie, fotografovat město Jeruzalém a jeho okolí včetně akcí, které se tam pořádaly. Meyersova práce se postupně rozšířila na plnohodnotnou fotografickou divizi v rámci kolonie, včetně fotografů jako byli Hol Lars Larsson nebo G. Eric Matson. Divize nesla název American Colony Photo Department a po rozpadu kolonie v roce 1934 se přejmenovala na Matson Photographic Service a fungovala až do 70. let. Jejich zájem se soustředil na archeologické artefakty (např. Lví věž v Tripolisu) a fotografie detailů vzbuzovaly zájem archeologů. Kolonie se rozpadla roku 1934 a její fotografické oddělení se změnilo v soukromou firmu s novým názvem „The Matson Photo Service“, která fungovala až do 70. let.
Fotografie zobrazují lidi, místa a události na Blízkém východě z posledních let Osmanské říše, první světové války, britského mandátního období, druhé světové války a období státu Izrael. Většina obrazů líčí Palestinu (dnešní Izrael, Západní břeh Jordánu a pásmo Gazy). Ostatní uvedené země jsou Libanon, Sýrie, Jordánsko, Irák, Egypt a Turecko. Část sbírky pokrývá země východní Afriky včetně Súdánu, Keni, Tanzanie, Zanzibar a Ugandy. Fotografie zachycují náboženské obřady, každodenní život, umění a řemesla, archeologické lokality, školy, nemocnice, historické budovy a areály, demonstrace a konflikty, významné události, politické vůdce a krajiny. Patří sem rovněž letecké snímky, portréty a obrazy představují biblické scény.
Originály byly naskenovány a jsou k dispozici na internetu online. Spadají do kategorie public domain a některé z nich jsou k dispozici na úložišti obrázků Wikimedia Commons.

## Galerie

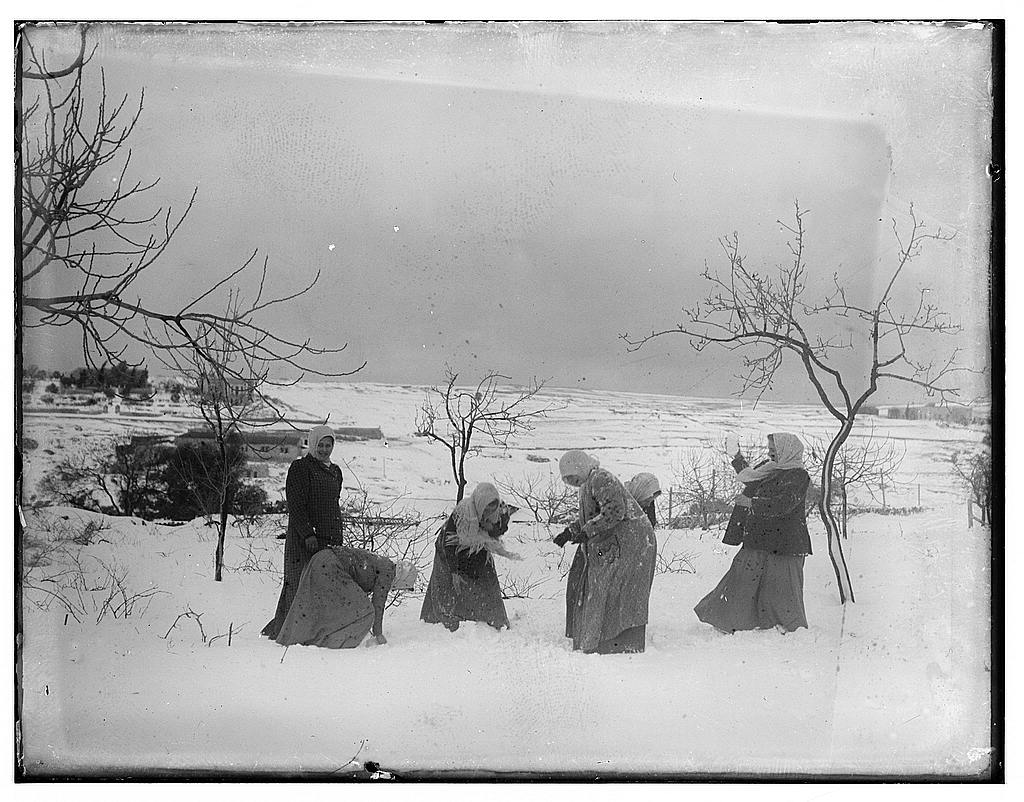
Sníh v Jeruzalémě, 1921
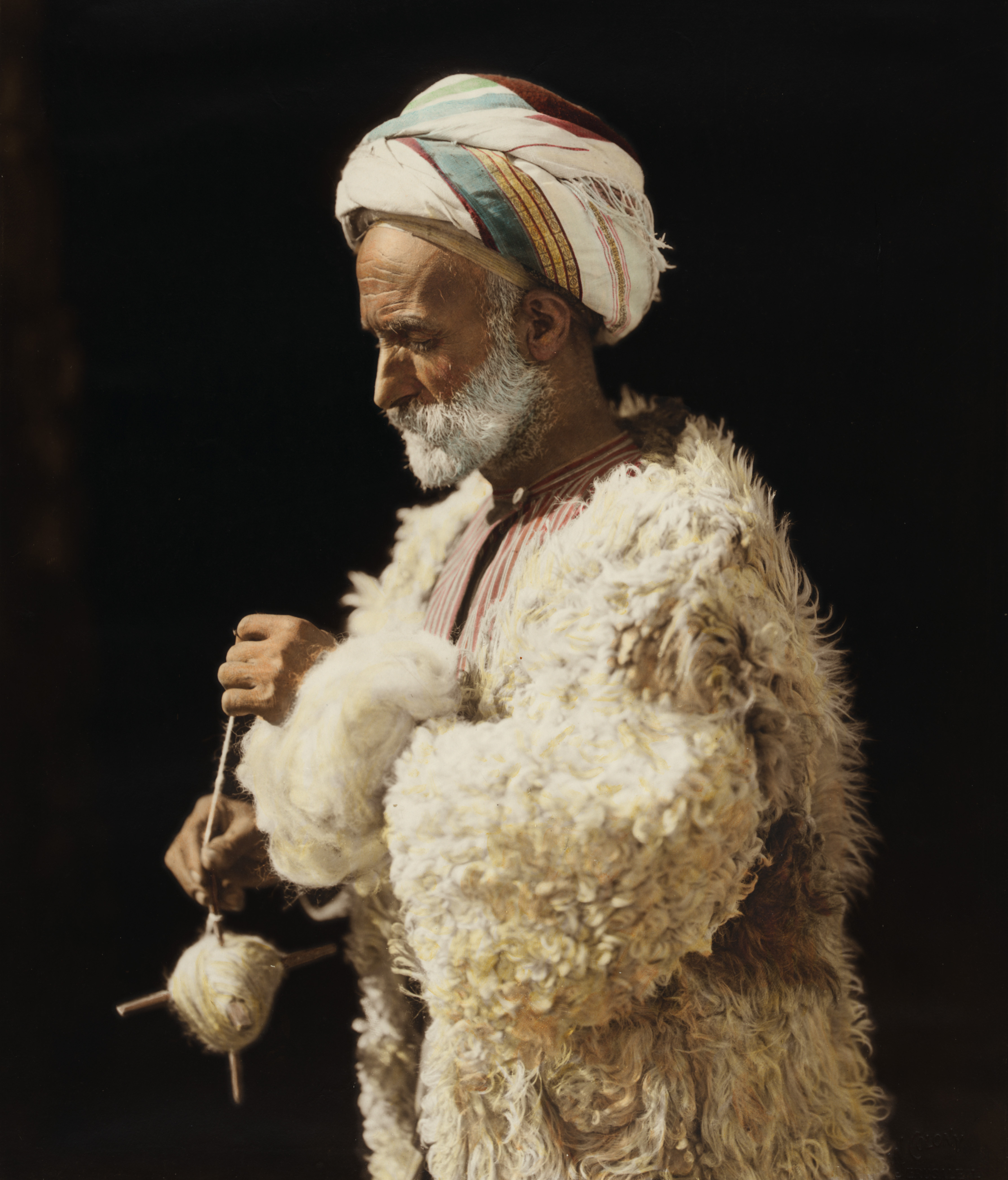
Lewis Larsson: Rolník spřádá vlnu, ručně kolorovaná fotografie, American Colony, Ramallah, 1919, sbírka Library of Congress
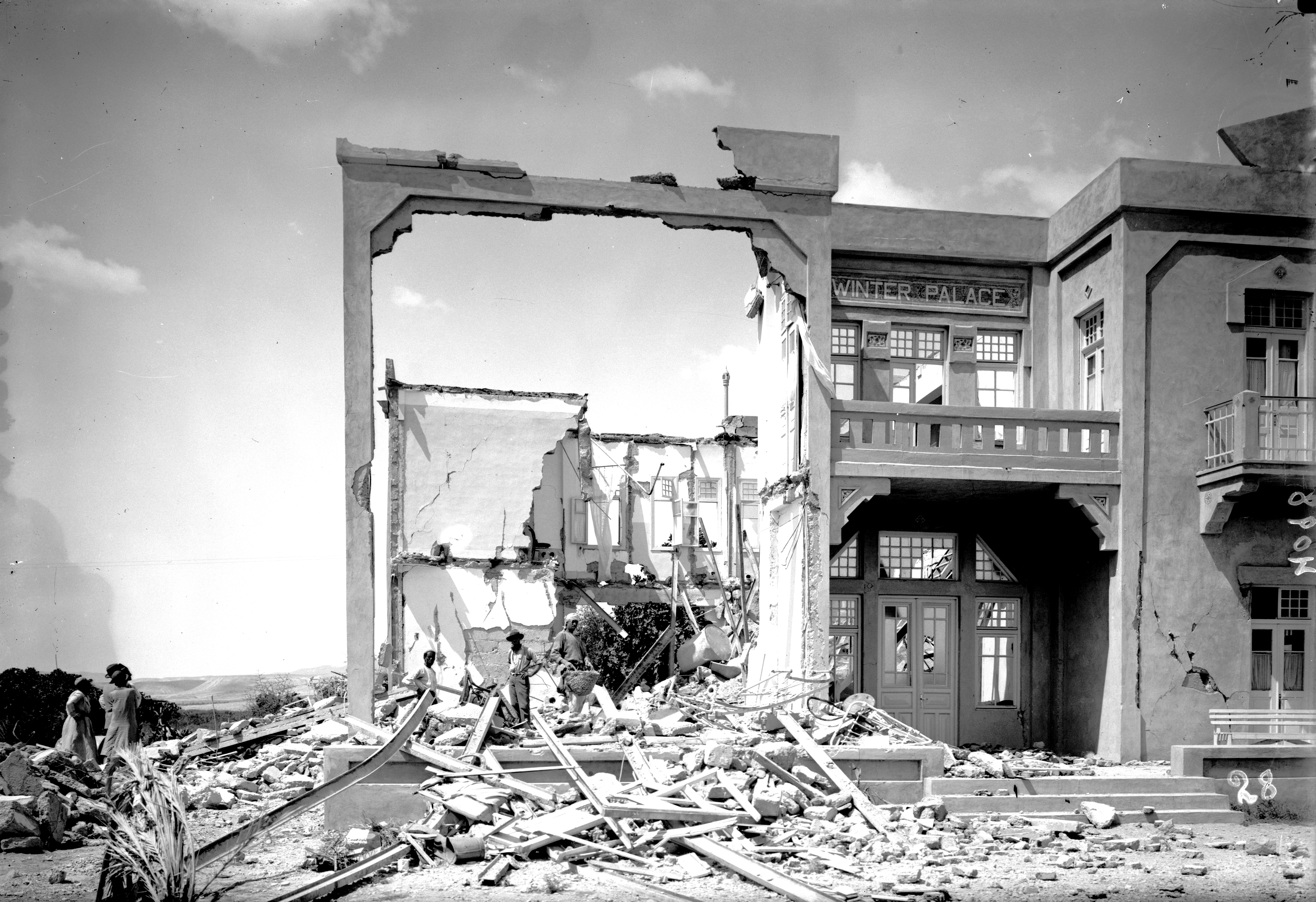
Zemětřesení v Jerichu, 1927
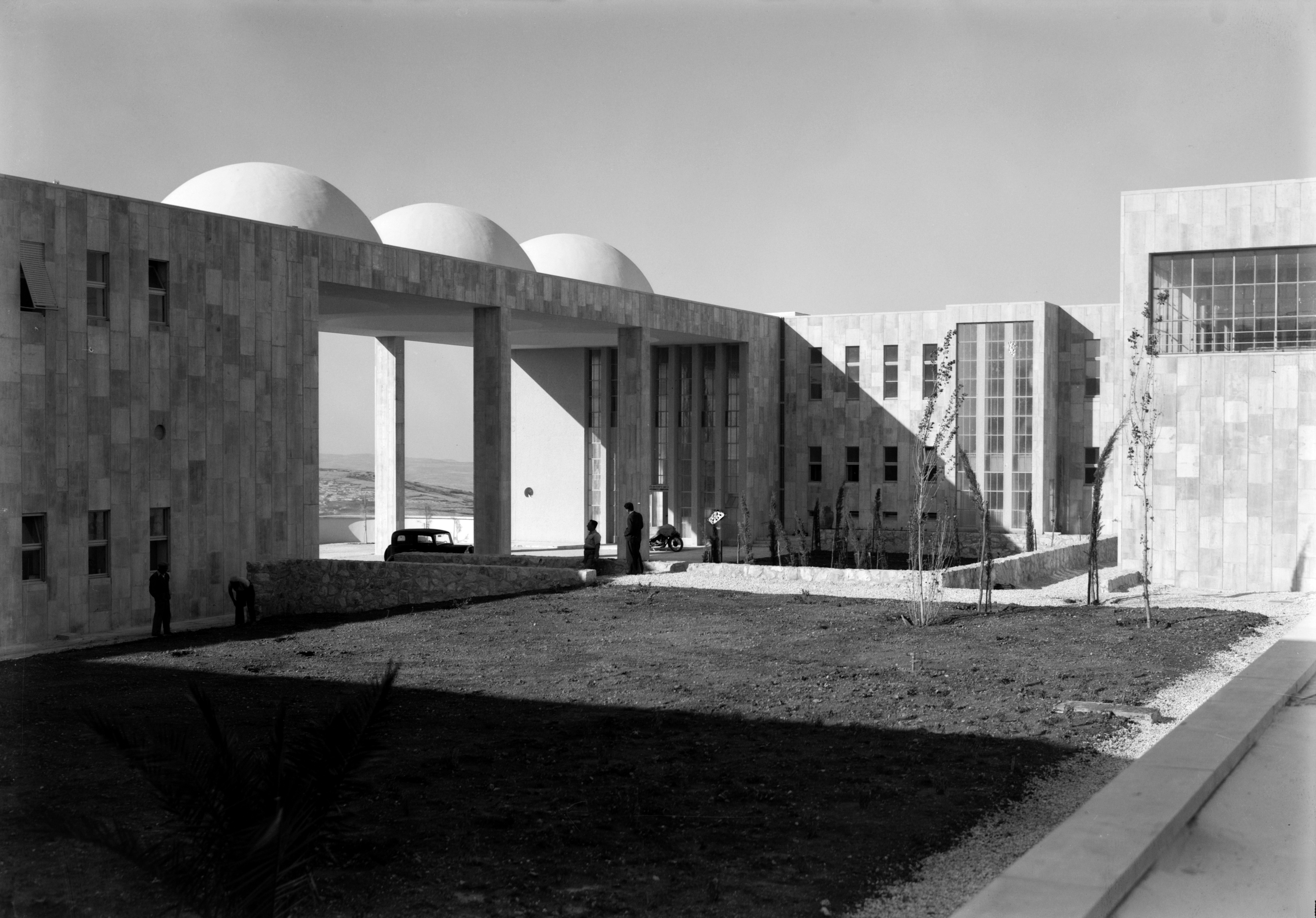
Nemocnice, Mt. Scopus, Jeruzalém, Izrael
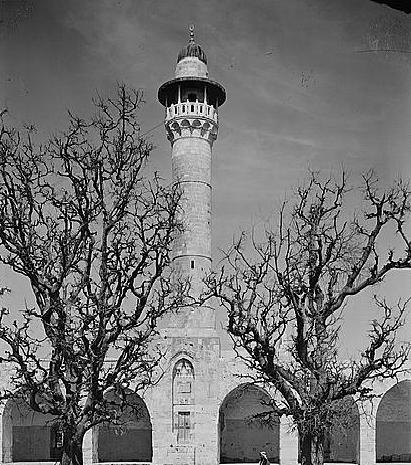
Minaret, Izrael
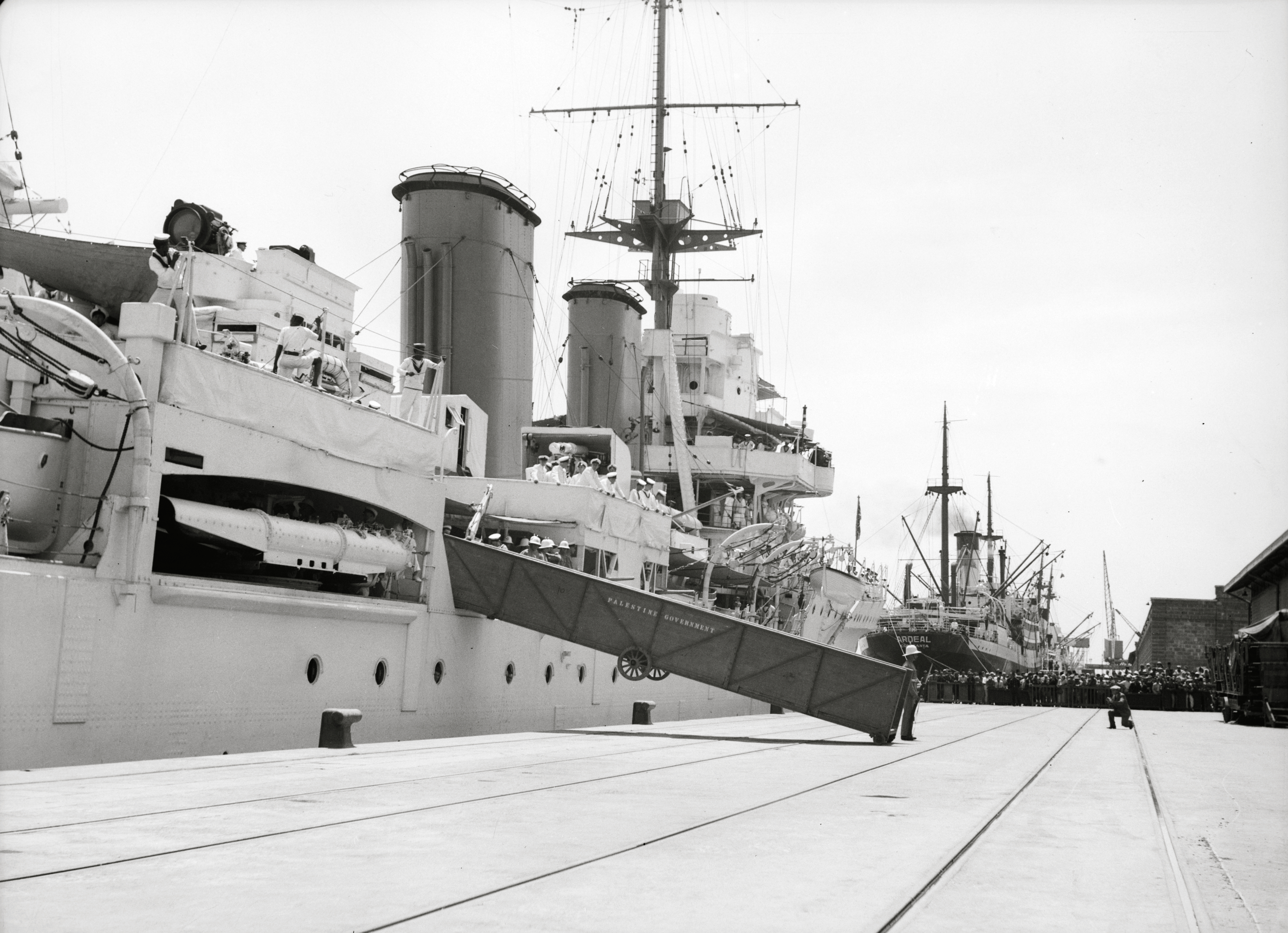
Loď HMS Enterprise, 1936
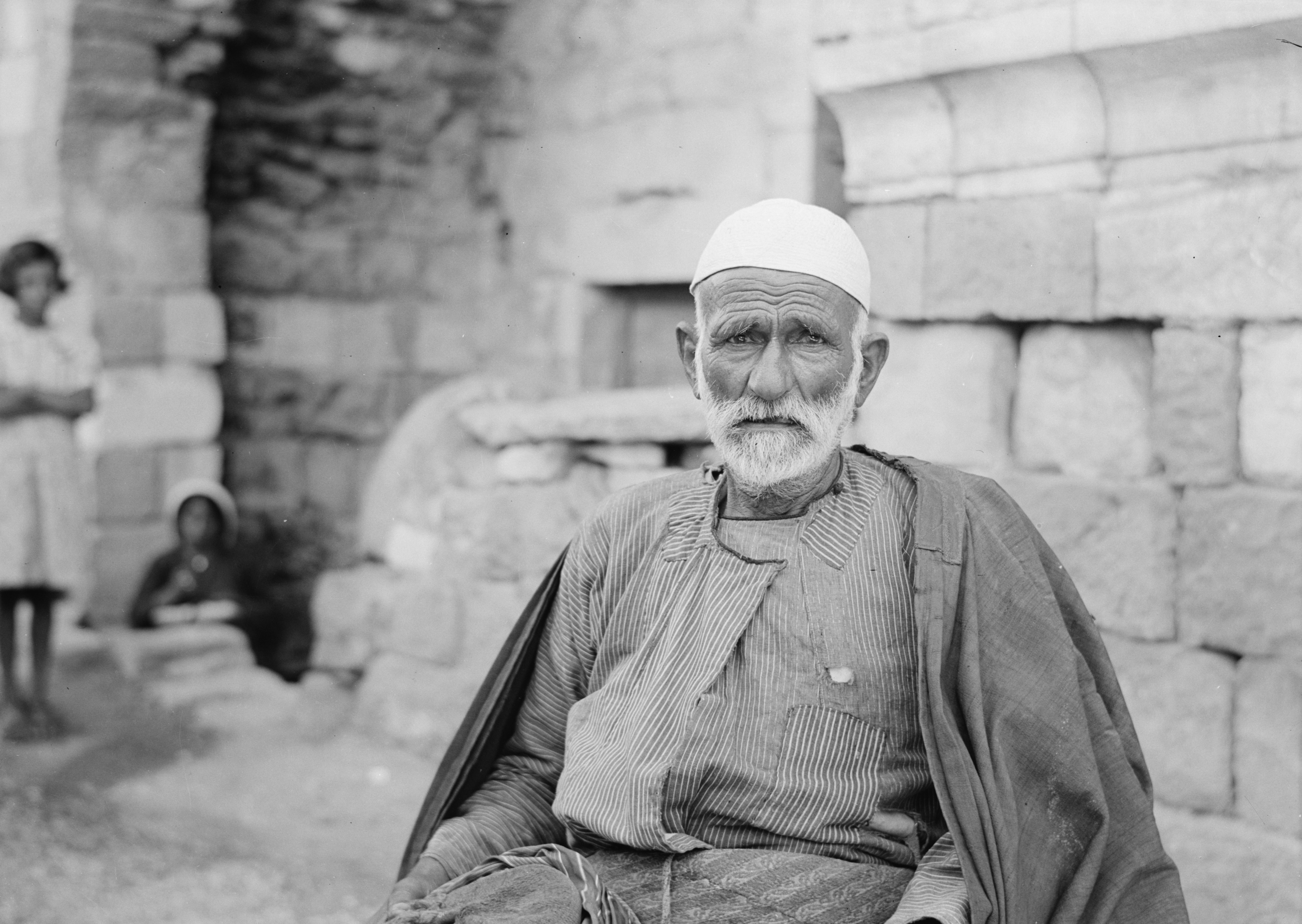
Sedící žid
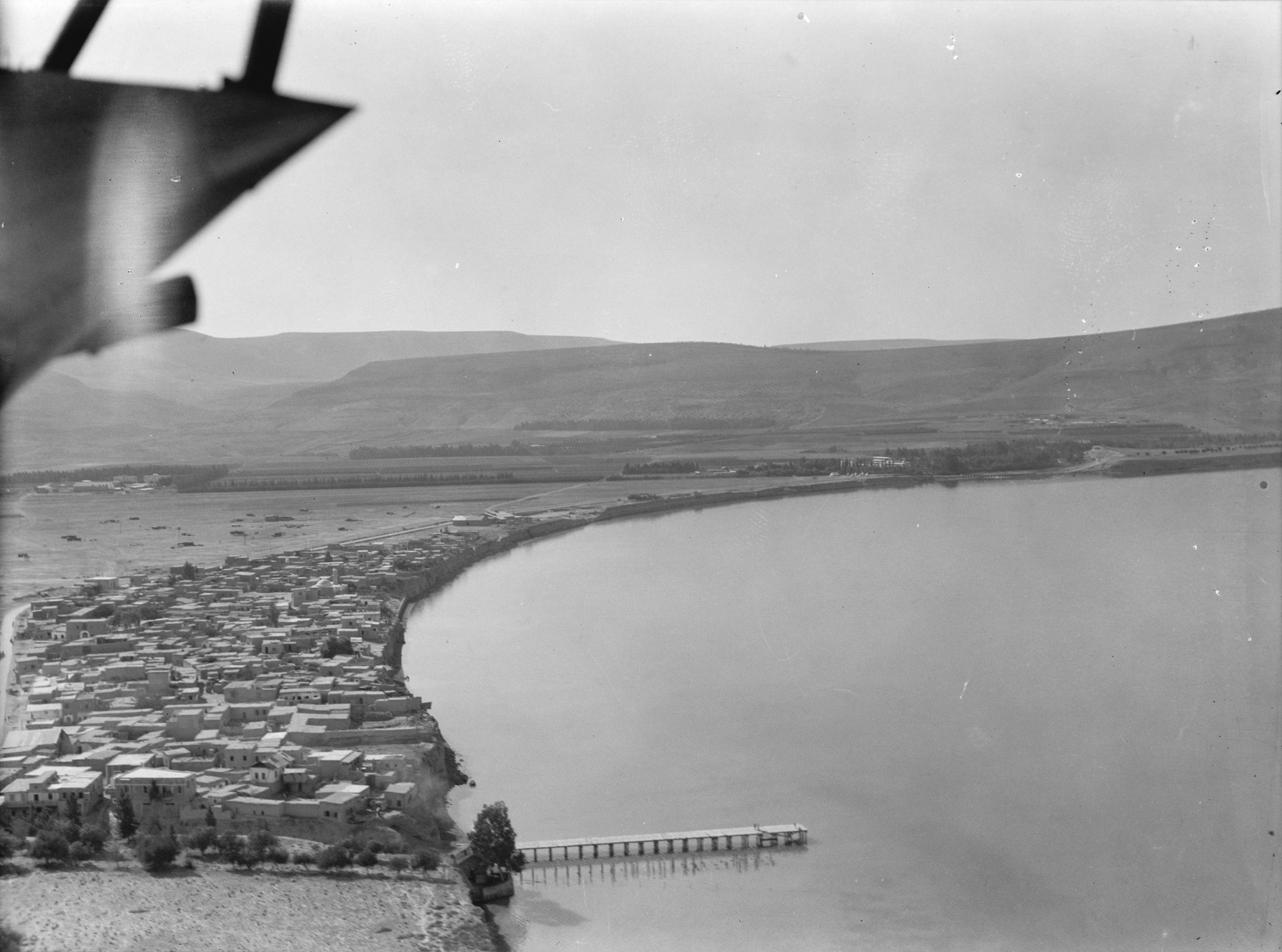
Letecký pohled na Samakh, Palestina
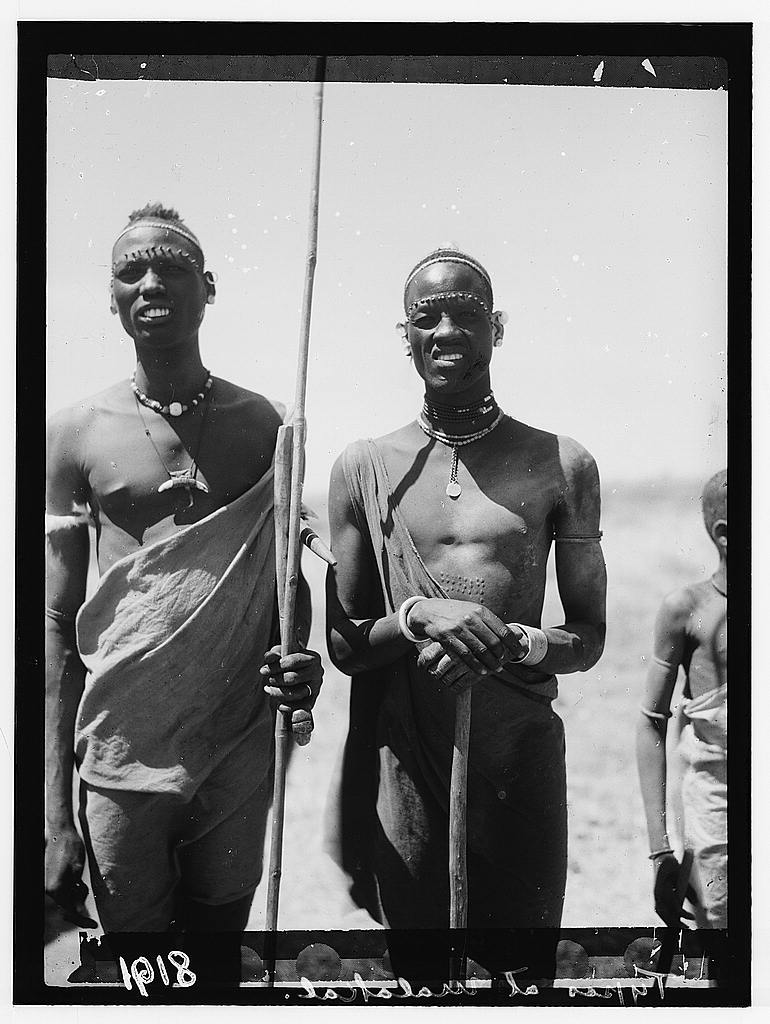
Súdán, Malakal, dva členové kmene Shiluki, 1936
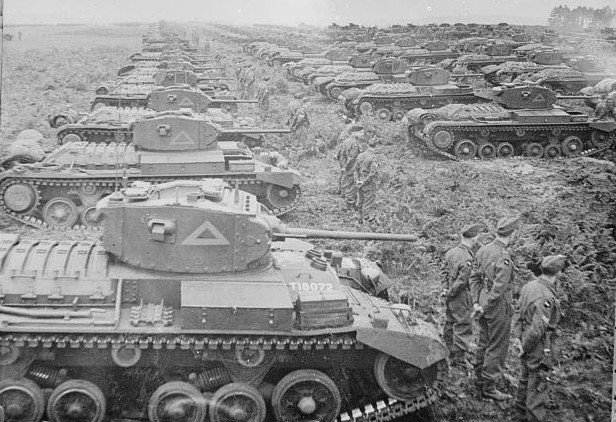